# Townesia tenuiventris
Townesia tenuiventris är en stekelart som först beskrevs av Holmgren 1860.  Townesia tenuiventris ingår i släktet Townesia och familjen brokparasitsteklar. Arten är reproducerande i Sverige. Inga underarter finns listade i Catalogue of Life.